# Tai’erzhuang

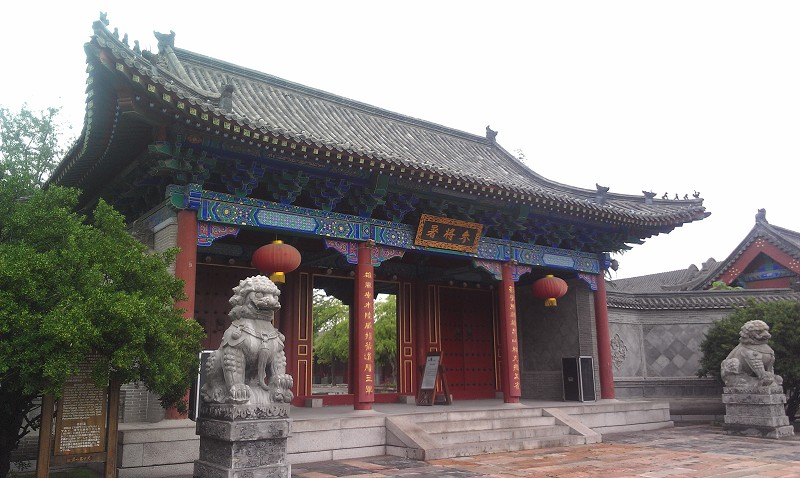
Taierzhuang

Der Stadtbezirk Tai’erzhuang (台儿庄区,  Tái’érzhuāng Qū) gehört zum Verwaltungsgebiet der bezirksfreien Stadt Zaozhuang im Süden der Provinz Shandong, Volksrepublik China. Er hat eine Fläche von 533,3 km² und zählt 279.474 Einwohner (Stand: Zensus 2010).
Während des sogenannten Zweiten Japanisch-Chinesischen Krieges fand hier 1938 die Schlacht um Tai’erzhuang zwischen Armeen der chinesischen Kuomintang und Japan statt. 
Die Ehemalige Stätte der Schlacht um Tai’erzhuang (chinesisch 台儿庄大战旧址, Pinyin Tai’erzhuang dazhan jiuzhi) steht seit 2006 auf der Liste der Denkmäler der Volksrepublik China (6-981).